# Bofrost Cup
Der Bofrost Cup on Ice (zuvor Sparkassen Cup und Nations Cup) war ein Eiskunstlaufwettbewerb in Deutschland. Er war Teil der Grand-Prix-Serie, bis er 2003 durch den Cup of China abgelöst wurde. Nach dem Ausscheiden aus der Grand-Prix-Serie wurde eine neue Form des Wettbewerbes eingeführt. Statt eines Kurzprogrammes wurden Sprünge und geforderte Elemente beim Einzellauf Herren, Einzellauf Damen und bei den Sportpaaren bewertet, bevor die Kür gelaufen wurde. Eistänzer zeigen Originaltanz und Kür.

## Medaillengewinner

### Herren
| Jahr | Austragungsort | Gold                     | Silber           | Bronze                   |
| ---- | -------------- | ------------------------ | ---------------- | ------------------------ |
| 1990 | Gelsenkirchen  | Kurt Browning            | Todd Eldredge    | Ronny Winkler            |
| 1991 | Gelsenkirchen  | Mark Mitchell            | Mirko Eichhorn   | Daniel Weiss             |
| 1992 | Gelsenkirchen  | Todd Eldredge            | Alexei Urmanow   | Wjatscheslaw Sahorodnjuk |
| 1993 | Gelsenkirchen  | Wiktor Petrenko          | Scott Davis      | Sébastien Britten        |
| 1994 | Gelsenkirchen  | Elvis Stojko             | Shepherd Clark   | Dmytro Dmytrenko         |
| 1995 | Gelsenkirchen  | Wjatscheslaw Sahorodnjuk | Alexei Urmanow   | Todd Eldredge            |
| 1996 | Gelsenkirchen  | Alexei Urmanow           | Dmytro Dmytrenko | Alexei Jagudin           |
| 1997 | Gelsenkirchen  | Elvis Stojko             | İqor Paskeviç    | Alexander Abt            |
| 1998 | Gelsenkirchen  | Alexei Jagudin           | Alexander Abt    | Andrejs Vlascenko        |
| 1999 | Gelsenkirchen  | Jewgeni Pljuschtschenko  | Guo Zhengxin     | Matthew Savoie           |
| 2000 | Gelsenkirchen  | Jewgeni Pljuschtschenko  | Timothy Goebel   | Li Chengjiang            |
| 2001 | Gelsenkirchen  | Jewgeni Pljuschtschenko  | Timothy Goebel   | Li Chengjiang            |
| 2002 | Gelsenkirchen  | Jewgeni Pljuschtschenko  | Alexander Abt    | Li Chengjiang            |
| 2003 | Gelsenkirchen  | Stefan Lindemann         | Jeffrey Buttle   | Silvio Smalun            |
| 2004 | Gelsenkirchen  | Stefan Lindemann         | Ben Ferreira     | Matthew Savoie           |

### Damen
| Jahr | Austragungsort | Gold              | Silber              | Bronze            |
| ---- | -------------- | ----------------- | ------------------- | ----------------- |
| 1990 | Gelsenkirchen  | Kristi Yamaguchi  | Evelyn Großmann     | Karen Preston     |
| 1991 | Gelsenkirchen  | Nancy Kerrigan    | Marina Kielmann     | Laetitia Hubert   |
| 1992 | Gelsenkirchen  | Surya Bonaly      | Tanya Bingert       | Marina Kielmann   |
| 1993 | Gelsenkirchen  | Tanja Szewczenko  | Oksana Bajul        | Rena Inoue        |
| 1994 | Gelsenkirchen  | Marina Kielmann   | Olena Ljaschenko    | Tanja Szewczenko  |
| 1995 | Gelsenkirchen  | Michelle Kwan     | Marija Butyrskaja   | Nicole Bobek      |
| 1996 | Gelsenkirchen  | Irina Sluzkaja    | Tara Lipinski       | Vanessa Gusmeroli |
| 1997 | Gelsenkirchen  | Tanja Szewczenko  | Irina Sluzkaja      | Olena Ljaschenko  |
| 1998 | Gelsenkirchen  | Jelena Sokolowa   | Julija Lawrentschuk | Marija Butyrskaja |
| 1999 | Gelsenkirchen  | Marija Butyrskaja | Olena Ljaschenko    | Irina Sluzkaja    |
| 2000 | Gelsenkirchen  | Marija Butyrskaja | Sarah Hughes        | Tatjana Malinina  |
| 2001 | Gelsenkirchen  | Marija Butyrskaja | Yoshie Onda         | Angela Nikodinov  |
| 2002 | Gelsenkirchen  | Yoshie Onda       | Fumie Suguri        | Susanna Pöykiö    |
| 2003 | Gelsenkirchen  | Joannie Rochette  | Susanna Pöykiö      | Júlia Sebestyén   |
| 2004 | Gelsenkirchen  | Jane Bugaeva      | Constanze Paulinus  | Annie Bellemare   |

### Paare
| Jahr | Austragungsort | Gold                                        | Silber                                  | Bronze                                 |
| ---- | -------------- | ------------------------------------------- | --------------------------------------- | -------------------------------------- |
| 1989 | Gelsenkirchen  | Jelena Betschke / Denis Petrow              | Peggy Schwarz / Alexander König         | Calla Urbanski / Mark Naylor           |
| 1990 | Gelsenkirchen  | Natalja Mischkutjonok / Artur Dmitrijew     | Christine Hough / Doug Ladret           | Radka Kovaříková / René Novotný        |
| 1991 | Gelsenkirchen  | Isabelle Brasseur / Lloyd Eisler            | Jewgenija Schischkowa / Vadim Naumov    | Radka Kovaříková / René Novotný        |
| 1992 | Gelsenkirchen  | Mandy Wötzel / Ingo Steuer                  | Kyoko Ina / Jason Dungjen               | Oxana Kasakowa / Dmitri Suchanow       |
| 1993 | Gelsenkirchen  | Jewgenija Schischkowa / Wadim Naumow        | Mandy Wötzel / Ingo Steuer              | Kyoko Ina / Jason Dungjen              |
| 1994 | Gelsenkirchen  | Mandy Wötzel / Ingo Steuer                  | Oxana Kasakowa / Artur Dmitrijew        | Kristy Sargeant / Kris Wirtz           |
| 1995 | Gelsenkirchen  | Marina Jelzowa / Andrei Buschkow            | Mandy Wötzel / Ingo Steuer              | Jelena Bereschnaja / Oleg Schljachow   |
| 1996 | Gelsenkirchen  | Mandy Wötzel / Ingo Steuer                  | Marina Jelzowa / Andrei Buschkow        | Kyoko Ina / Jason Dungjen              |
| 1997 | Gelsenkirchen  | Mandy Wötzel / Ingo Steuer                  | Jelena Bereschnaja / Anton Sicharulidse | Jewhenija Filonenko / Ihor Martschenko |
| 1998 | Gelsenkirchen  | Marija Petrowa / Alexei Tichonow            | Peggy Schwarz / Mirko Müller            | Tiffany Stiegler / Johnnie Stiegler    |
| 1999 | Gelsenkirchen  | Marija Petrowa / Alexei Tichonow            | Jamie Salé / David Pelletier            | Shen Xue / Zhao Hongbo                 |
| 2000 | Gelsenkirchen  | Sarah Abitbol / Stéphane Bernadis           | Marija Petrowa / Alexei Tichonow        | Tatjana Totmjanina / Maxim Marinin     |
| 2001 | Gelsenkirchen  | Shen Xue / Zhao Hongbo                      | Kyoko Ina / John Zimmerman              | Marija Petrowa / Alexei Tichonow       |
| 2002 | Gelsenkirchen  | Shen Xue / Zhao Hongbo                      | Julija Obertas / Alexei Sokolow         | Dorota Zagórska / Mariusz Siudek       |
| 2003 | Gelsenkirchen  | Valerie Marcoux / Craig Buntin              | Julija Obertas / Sergei Slawnow         | Elizabeth Gale Putman / Sean Wirtz     |
| 2004 | Gelsenkirchen  | Wiktorija Borsenkowa / Andrei Tschuwiljajew | Valerie Marcoux / Craig Buntin          | Rebecca Handke / Daniel Wende          |

### Eistanzen
| Jahr | Austragungsort | Gold                                    | Silber                                  | Bronze                                  |
| ---- | -------------- | --------------------------------------- | --------------------------------------- | --------------------------------------- |
| 1990 | Gelsenkirchen  | Irina Romanowa / Ihor Jaroschenko       | April Sargent / Russ Witherby           | Anna Croci / Luca Mantovani             |
| 1991 | Gelsenkirchen  | Tatjana Nawka / Samwel Gesaljan         | Kateřina Mrázová / Martin Simecek       | April Sargent-Thomas / Russ Witherby    |
| 1992 | Gelsenkirchen  | Anschelika Krylowa / Wladimir Fjodorow  | Stefania Calegari / Pasquale Camerlengo | Jennifer Goolsbee / Hendryk Schamberger |
| 1993 | Gelsenkirchen  | Irina Romanowa / Ihor Jaroschenko       | Kateřina Mrázová / Martin Simecek       | Jelena Kustarowa / Oleg Owsjannikow     |
| 1994 | Gelsenkirchen  | Marina Anissina / Gwendal Peizerat      | Margarita Drobiazko / Povilas Vanagas   | Jennifer Boyce / Michel Brunet          |
| 1995 | Gelsenkirchen  | Anschelika Krylowa / Oleg Owsjannikow   | Irina Romanowa / Ihor Jaroschenko       | Irina Lobatschowa / Ilja Awerbuch       |
| 1996 | Gelsenkirchen  | Anschelika Krylowa / Oleg Owsjannikow   | Shae-Lynn Bourne / Victor Kraatz        | Sophie Moniotte / Pascal Lavanchy       |
| 1997 | Gelsenkirchen  | Anschelika Krylowa / Oleg Owsjannikow   | Marina Anissina / Gwendal Peizerat      | Irina Romanowa / Ihor Jaroschenko       |
| 1998 | Gelsenkirchen  | Anschelika Krylowa / Oleg Owsjannikow   | Shae-Lynn Bourne / Victor Kraatz        | Kati Winkler / René Lohse               |
| 1999 | Gelsenkirchen  | Shae-Lynn Bourne / Victor Kraatz        | Kati Winkler / René Lohse               | Albena Denkowa / Maxim Stawiski         |
| 2000 | Gelsenkirchen  | Barbara Fusar-Poli / Maurizio Margaglio | Margarita Drobiazko / Povilas Vanagas   | Shae-Lynn Bourne / Victor Kraatz        |
| 2001 | Gelsenkirchen  | Barbara Fusar-Poli / Maurizio Margaglio | Marie-France Dubreuil / Patrice Lauzon  | Natalja Romanjuta / Daniil Baranzew     |
| 2002 | Gelsenkirchen  | Albena Denkowa / Maxim Stawiski         | Galit Chait / Sergei Sachnowski         | Kati Winkler / René Lohse               |
| 2003 | Gelsenkirchen  | Marie-France Dubreuil / Patrice Lauzon  | Kati Winkler / René Lohse               | Federica Faiella / Massimo Scali        |
| 2004 | Gelsenkirchen  | Albena Denkowa / Maxim Stawiski         | Isabelle Delobel / Olivier Schoenfelder | Jekaterina Rubljowa / Iwan Schefer      |